# Helene Fischer
Helene Fischer (n. 5 august 1984, Krasnoiarsk, RSFS Rusă, URSS) este o cântăreață germană. De la debutul său din 2005 a câștigat mai multe premii, printre care patru Echo și trei „Krone der Volksmusik”. A vândut peste 16 milioane de albume.

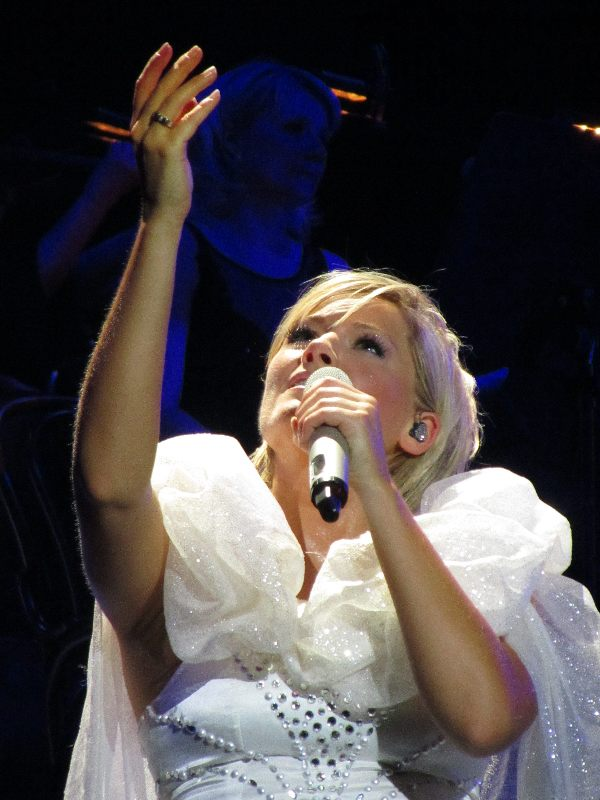
Helene Fischer în turneu cu orchestra, mai 2011

## Biografie
Helene Fischer s-a născut în orașul siberian Krasnoiarsk, Rusia, unde și-a petrecut copilăria. În 1988, familia ei etnică germană a emigrat în Germania, stabilindu-se în Renania-Palatinat.
A urmat Școala de Muzică și Teatru din Frankfurt timp de trei ani, unde a studiat actorie și canto. În acest timp, Helene a cântat pe scena Teatrului de Stat din Darmstadt și cea a Teatrului Poporului din Frankfurt.

## Discografie

### Albume
- 2006: Von hier bis unendlich
- 2007: So nah wie du
- 2008: Zaubermond
- 2009: So wie ich bin
- 2011: Für einen Tag
- 2013: Farbenspiel
- 2017: Helene Fischer
- 2021: Rausch

### Compilații
- 2010: Best of

### Piese single
- 2006: Feuer am Horizont
- 2006: Von hier bis unendlich
- 2006: Und morgen früh küss’ ich dich wach
- 2006: Im Reigen der Gefühle
- 2007: Du fängst mich auf und lässt mich fliegen
- 2007: Du hast mein Herz berührt
- 2008: Ich glaub dir 100 Lügen
- 2008: Mal ganz ehrlich
- 2008: Ich geb’ nie auf (Am Anfang war das Feuer)
- 2009: Vergeben, vergessen und wieder vertrauen
- 2009: Du läßt mich sein, so wie ich bin
- 2010: Hundert Prozent
- 2010: Nicht von dieser Welt
- 2010: Von Null auf Sehnsucht
- 2010: Manchmal kommt die Liebe einfach so 2010
- 2011: Wär heut mein letzter Tag
- 2012: Nur wer den Wahnsinn liebt

### DVD-uri
- 2007: So nah so fern
- 2008: Mut zum Gefühl – Live aus Chemnitz vom 2. Januar 2008 – GER #18
- 2009: Zaubermond live – GER #12
- 2010: Best Of Live – So Wie Ich Bin – Die Tournee – GER #1
- 2011: Live – Zum ersten Mal mit Band und Orchester – GER #14

### Premii
- Echo
  - 2009: in der Kategorie Deutschsprachiger Schlager
  - 2009: in der Kategorie DVD Produktion des Jahres (Mut zum Gefühl – Helene Fischer live)
  - 2010: in der Kategorie DVD Produktion national (Zaubermond live)
  - 2012: in der Kategorie Deutschsprachiger Schlager

- Goldene Henne
  - 2007: in der Kategorie Aufsteigerin des Jahres
  - 2008: in der Kategorie Musik
  - 2010: in der Kategorie Musik
  - 2012: in der Kategorie Musik

- Goldene Kamera
  - 2012: in der Kategorie Beste Musik National

- Krone der Volksmusik
  - 2008: in der Kategorie Erfolg des Jahres 2007
  - 2009: in der Kategorie Erfolg des Jahres 2008
  - 2010: in der Kategorie Erfolgreichste Sängerin 2009
  - 2012: in der Kategorie Erfolgreichste Sängerin 2011

- Live Entertainment Award
  - 2011: in der Kategorie Hallen- / Arena-Tournee des Jahres ('So wie ich bin'-Tournee 2010)

- SWR4 Schlagerstern
  - 2008
  - 2010